# Achao
Achao es un pueblo del archipiélago de Chiloé, localizado en la Región de Los Lagos, en la zona sur de Chile. Es la capital de la comuna de Quinchao en la isla del mismo nombre.

## Toponimia
El origen del nombre no ha sido aclarado. Por su forma y el lugar en que se encuentra, se le ha atribuido origen en el idioma de los chonos, pero también se ha propuesto el término del mapudungun para «gallina».

## El pueblo

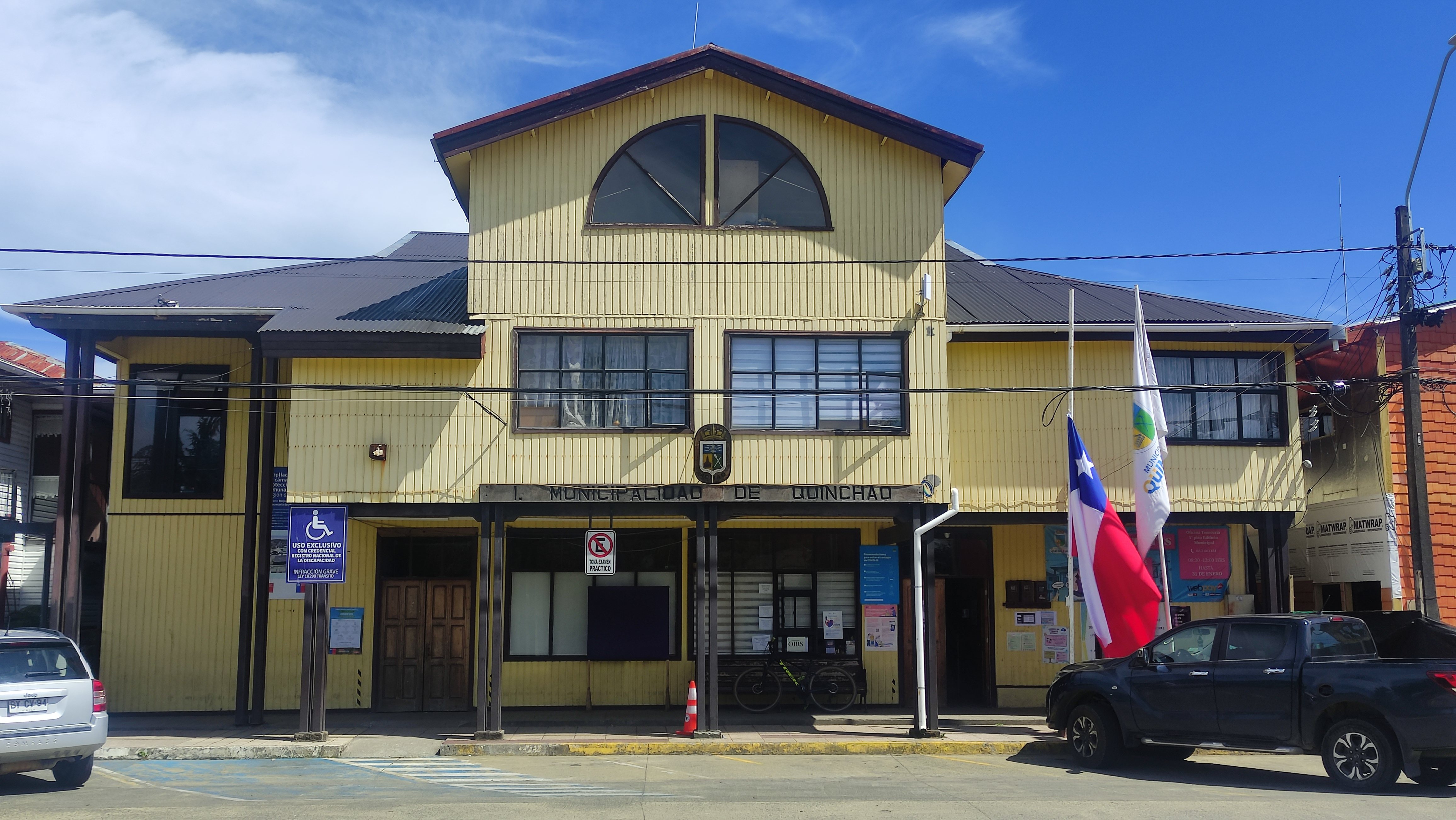
Edificio consistorial de la Municipalidad de Quinchao en 2024.

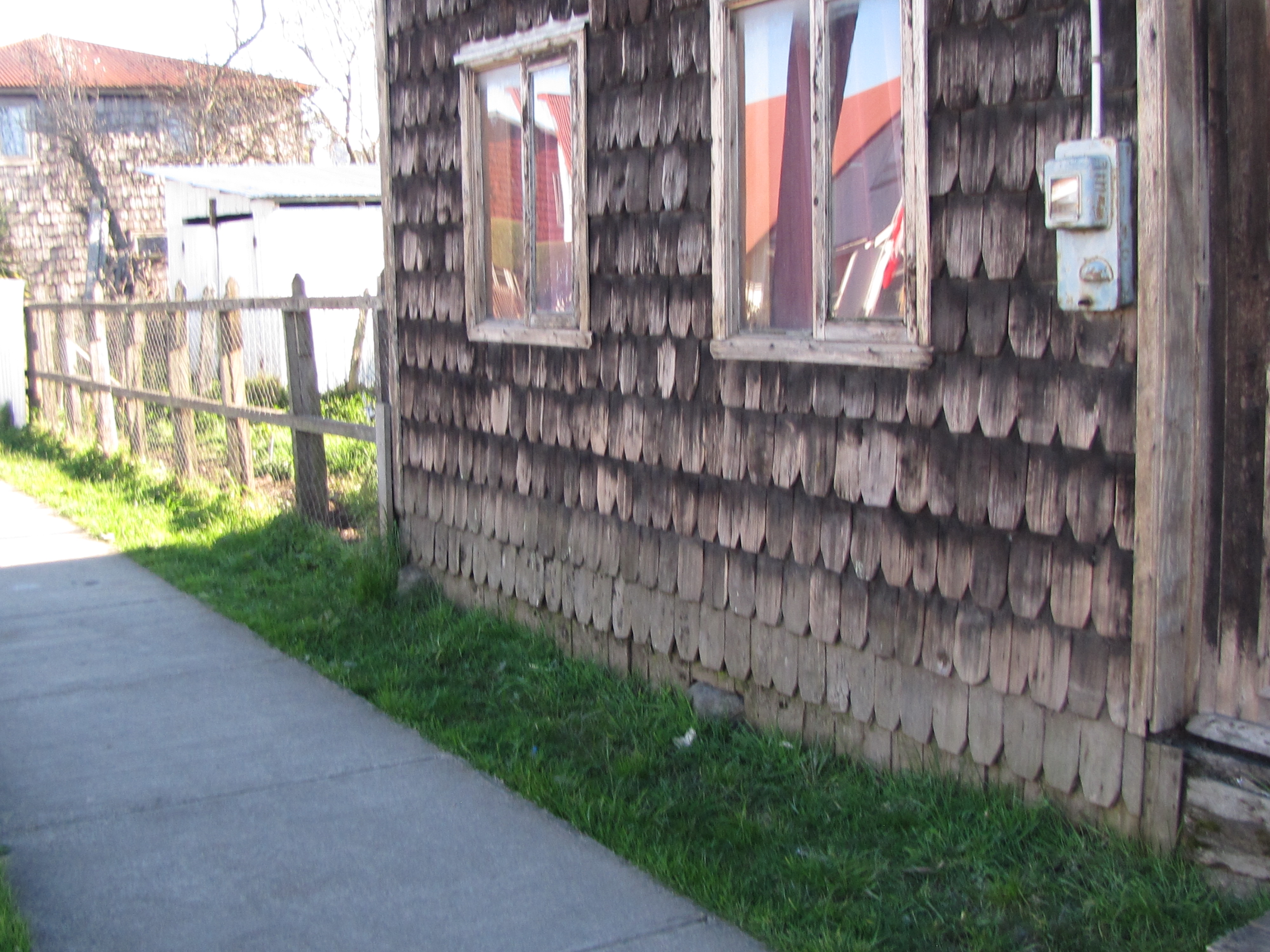
Detalle de tejuelas de alerce de una casa particular.

Achao está construido sobre un sector plano rodeado de cerros y frente a una playa arenosa poco profunda. Al frente están las islas de Llingua y Linlín. En los cerros de los alrededores existen abundantes miradores, como el del Alto de la Paloma.
Es el principal de entre los pueblos chilotes que están fuera de la Isla Grande y como tal es muy visitado por habitantes de las islas menores, que acuden a estudiar o a realizar actividades comerciales.
Durante el verano, en los primeros días de febrero, se lleva a cabo el Encuentro de las Islas del Archipiélago, una muestra de costumbres, música y gastronomía insular. Al finalizar el verano, el día 28 del mismo mes la comuna celebra su aniversario. 
La arquitectura de Achao destaca por las múltiples formas que adoptan las tejuelas de alerce que se usan para revestir las casas.

## Iglesia de Achao

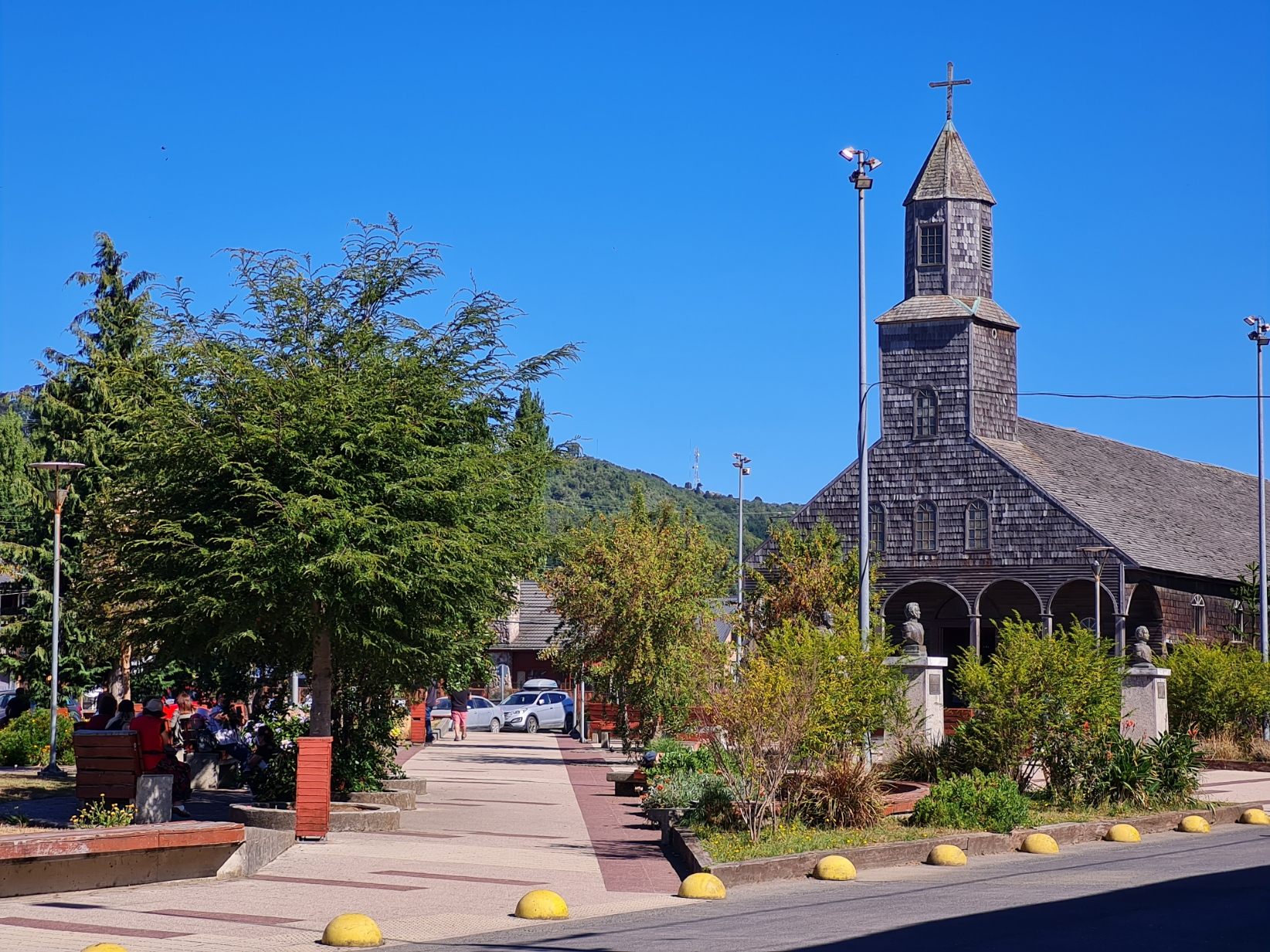
Iglesia Santa María de Loreto, del.

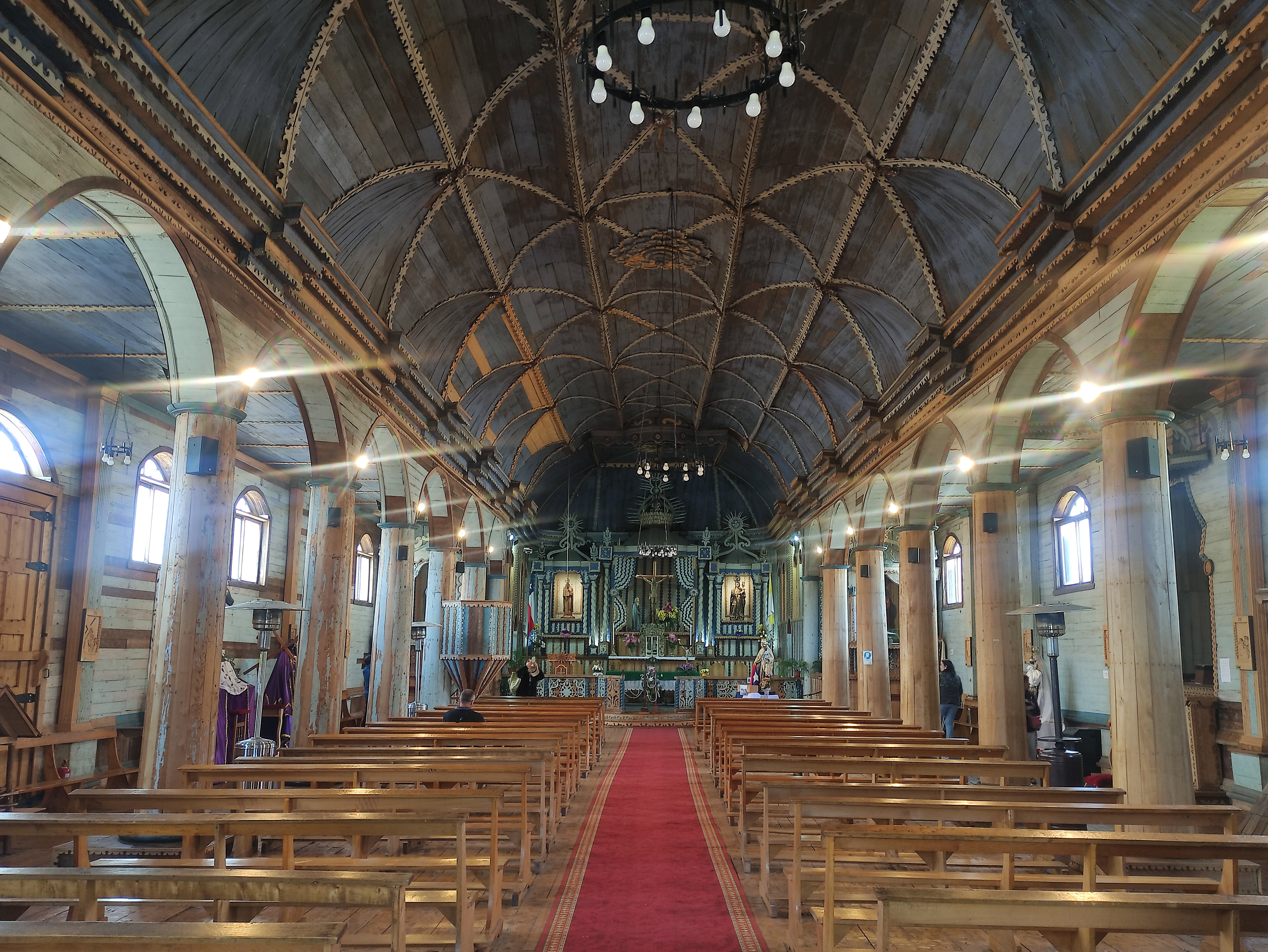
Interior de la iglesia.

Frente a la plaza del pueblo está la Iglesia Santa María de Loreto de Achao, declarada Patrimonio de la Humanidad. Es la iglesia más antigua de Chile construida en maderas y, junto a la de Quinchao, son las únicas que quedan de las que construyeron los jesuitas en tiempos de la Colonia. Se empezó a construir aproximadamente en el año 1730 por la Compañía de Jesús, para luego ser terminada por misioneros franciscanos, venidos del colegio de Santa Rosa de Ocopa en el Perú tras la expulsión de los jesuitas en el año 1767.
En su construcción se utilizaron aparte del alerce, tablas de mañío y ciprés. Para la unión de las tablas se contó en un comienzo con clavos de forja, extraídos del naufragio de la fragata inglesa Wager. Sus uniones están hechas con el sistema de machihembrado como el de caja y espiga. En parte de la obra gruesa de la estructura se utilizaron tarugos de madera.
Alberga en su interior la imagen de Nuestra Señora del Nahuel Huapi, la misma imagen de la Virgen María que utilizó el padre Nicolás Mascardi en la Misión del Nahuel Huapi. La misma habría sido rescatada después de la muerte violenta del sacerdote jesuita y llevada a Chiloé.
Al fondo de la nave lateral derecha se conserva el símbolo de la Compañía de Jesús (letras IHS, una cruz y tres clavos, dentro de un disco solar).

## Museo de Achao

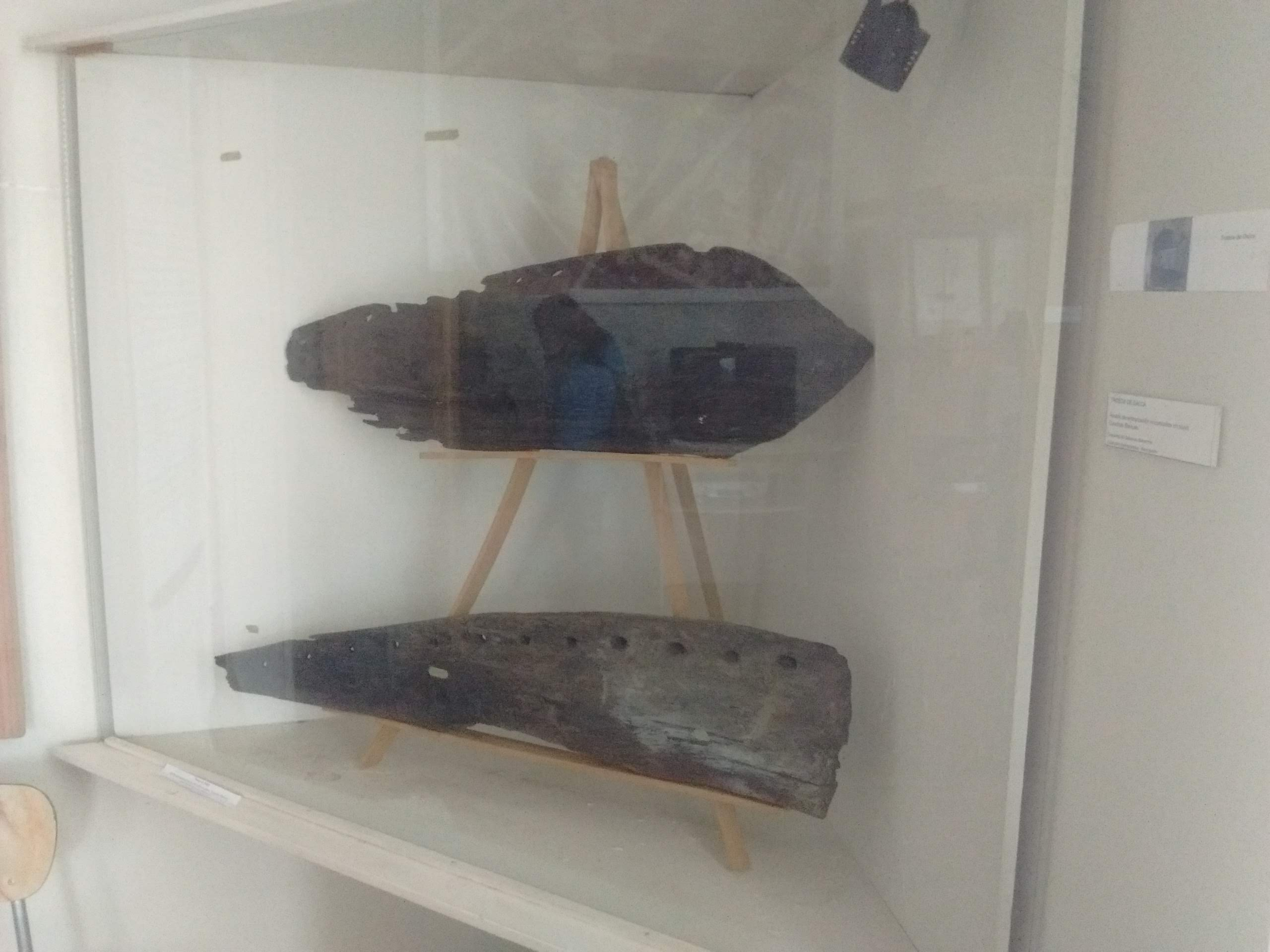
Fragmentos de dalca.

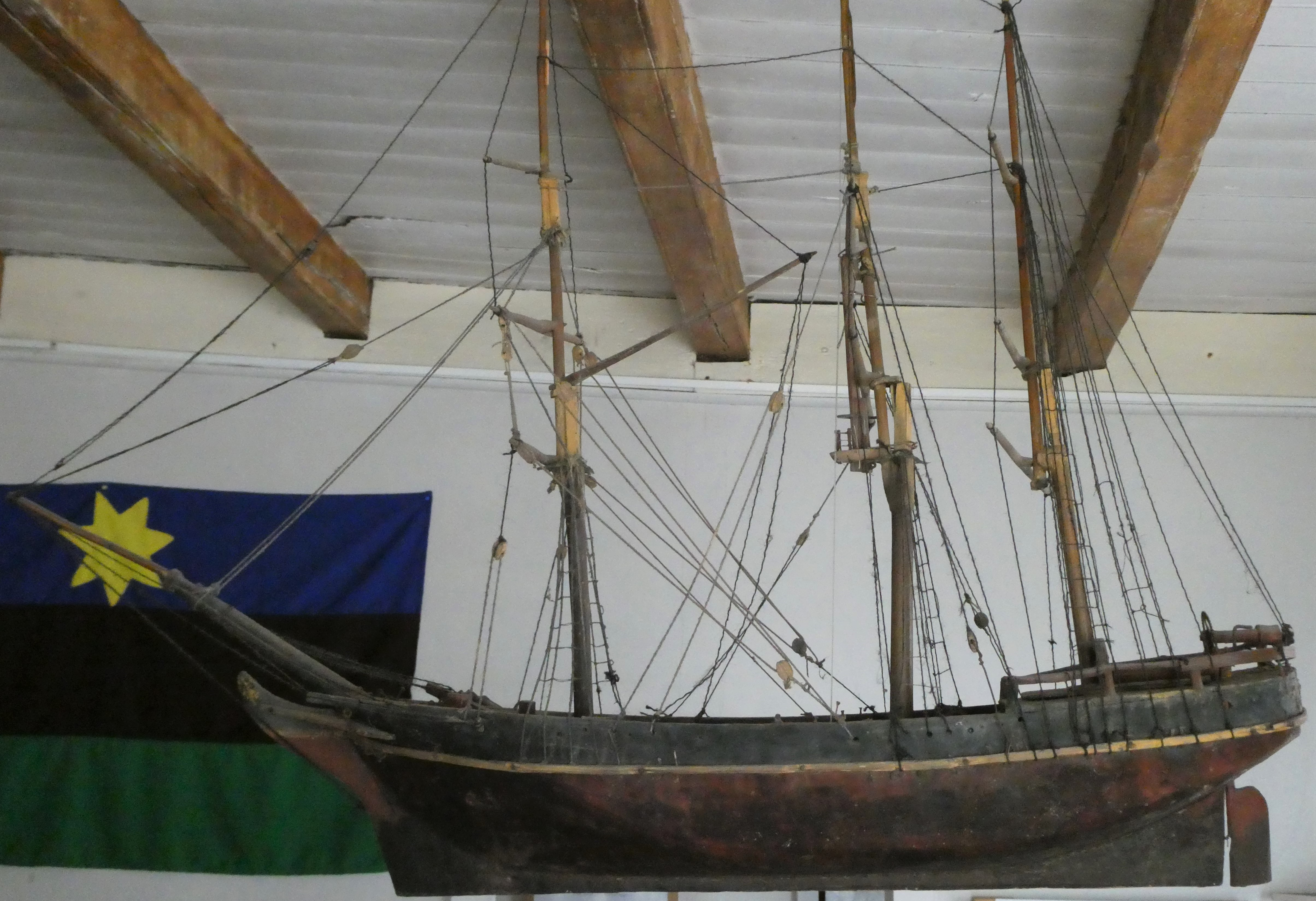
Maqueta de una fragata.

El Museo Arqueológico y Etnográfico de Achao es un museo municipal. 
Consta de tres salas con piezas como un modelo o maqueta de un buque de vela tipo fragata; un quelgo (telar chilote horizontal) e hiladora de madera; fragmentos de madera de coigüe de una dalca original encontrada en la playa Conchas Blancas; cerámica, cestería y piezas en desuso.

## Deportes

### Fútbol
El pueblo cuenta con un club de fútbol (Deportivo Unión Juvenil) que compite en la Asociación de Fútbol de Chonchi. El club disputa sus juegos de local en el Estadio Municipal de Achao (pasto sintético).

## Medios de comunicación

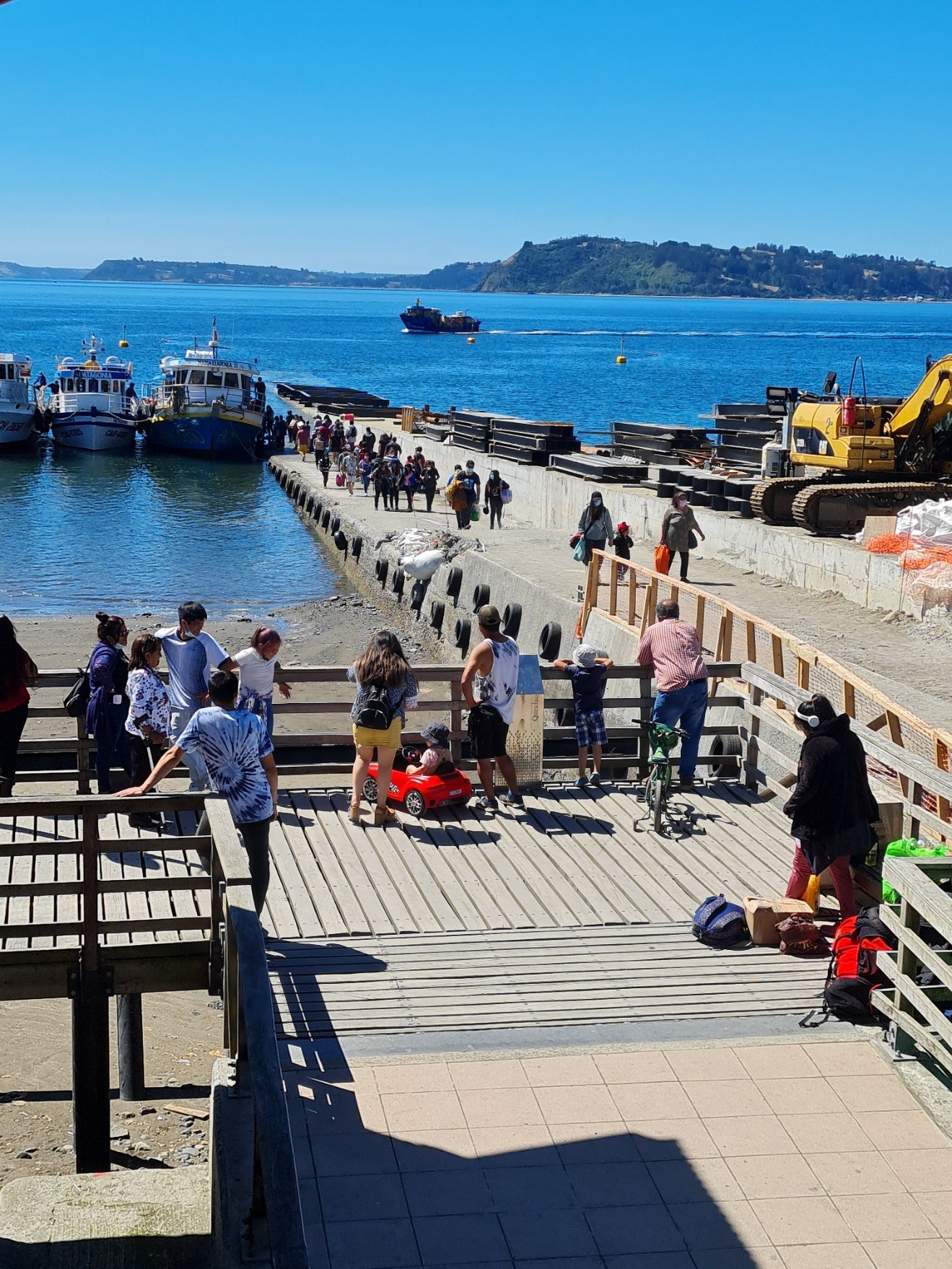
Rampa del embarcadero de Achao en 2022.

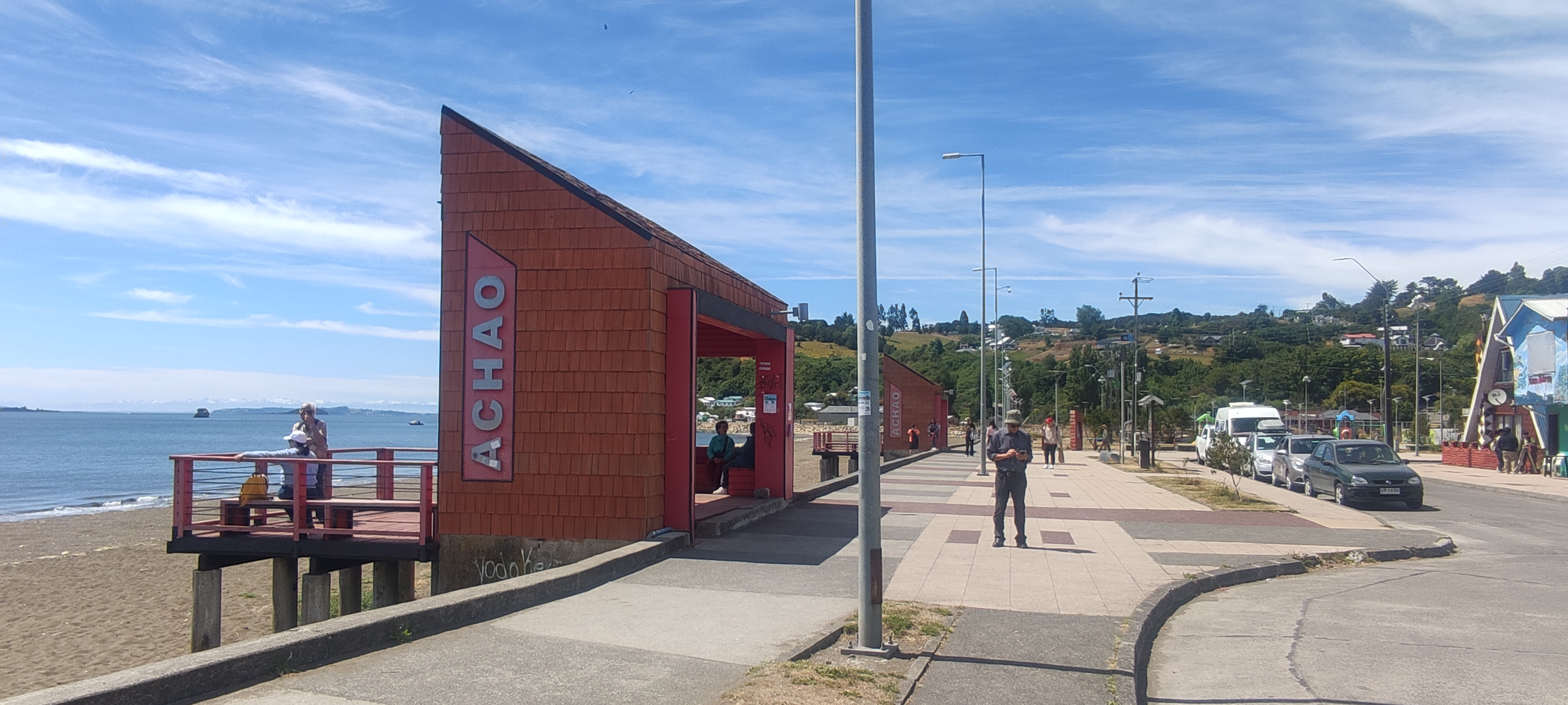
Costanera de Achao en 2024.

### Radioemisoras
FM
- 94.7 MHz - Radio Nahuel (local y provincial)
- 95.3 MHz - Radio Estrella del Mar (local y provincial)
- 102.5 MHz - Radio Insularina (Liceo Bicentenario Insular)

De igual manera se pueden captar diversas radios AM y FM provenientes de Quenac, Dalcahue, Castro, Curaco de Vélez, Quemchi e inclusive de Ancud, algunas con dificultad y otras en buena recepción.
Radios Online
- Radio Insularina
- Radio Nahuel (Sección Achao 94.7)

### Televisión
La única señal de televisión abierta que se emite en la ciudad es TVN (Canal 8.1 en TV Digital). De la misma forma que las radios, en algunas partes de la ciudad se podrán sintonizar los canales de televisión digital provenientes desde Castro.

#### TDT
- 8.1 - TVN HD
- 8.2 - NTV
- 8.31 - TVN One Seg

TV Cable
- Chiloé Red 25

#### IPTV
- Chiloé Red 25